# Episodi di Time Out (prima stagione)
La prima stagione della serie televisiva Time Out è stata trasmessa in anteprima negli Stati Uniti d'America dalla CBS tra il 27 novembre 1978 e il 9 aprile 1979.
| nº | Titolo originale       | Titolo italiano | Prima TV USA     | Prima TV Italia |
| -- | ---------------------- | --------------- | ---------------- | --------------- |
| 1  | Pilot                  |                 | 27 novembre 1978 |                 |
| 2  | Here's Mud in Your Eye |                 | 4 dicembre 1978  |                 |
| 3  | The Offer              |                 | 11 dicembre 1978 |                 |
| 4  | Bonus Baby             |                 | 25 dicembre 1978 |                 |
| 5  | Pregnant Pause         |                 | 1º gennaio 1979  |                 |
| 6  | Wanna Bet?             |                 | 8 gennaio 1979   |                 |
| 7  | That Old Gang of Mine  |                 | 15 gennaio 1979  |                 |
| 8  | One of the Boys        |                 | 27 gennaio 1979  |                 |
| 9  | Airball                |                 | 3 febbraio 1979  |                 |
| 10 | We're in the Money     |                 | 10 febbraio 1979 |                 |
| 11 | Spare the Rod          |                 | 17 febbraio 1979 |                 |
| 12 | The Great White Dope   |                 | 24 febbraio 1979 |                 |
| 13 | Mainstream             |                 | 5 marzo 1979     |                 |
| 14 | Little Orphan Abner    |                 | 26 marzo 1979    |                 |
| 15 | LeGrande Finale        |                 | 9 aprile 1979    |                 |

## Pilot
- Titolo originale: Pilot
- Diretto da: Jackie Cooper
- Scritto da: Bruce Paltrow
- Interpreti: Ken Howard (Ken Reeves), Jason Bernard (Jim Willis), Joan Pringle (Sybil Buchanan), Thomas Carter (James Hayward), Kevin Hooks (Morris Thorpe), Erik Kilpatrick (Curtis Jackson), Byron Stewart (Warren Coolidge), Nathan Cook (Milton Reese), Timothy Van Patten (Mario "Salami" Pettrino), Ken Michelman (Abner Goldstein), Ira Augustain (Ricky Gomez), Jerry Fogel (Bill Donahue), Robin Pearson Rose (Katie Donahue), Marylin Coleman (Signora Hayward), Jonathan Ian (Jackie Hayward), Gerry Black (negoziante), Al Stellone (poliziotto), John Davis (poliziotto), Bethel Leslie (Signora Lawrence)

### Trama
Ken Reeves, un cestista professionista dei Chicago Bulls soprannominato "The White Shadow", stenta a riprendersi da un brutto infortunio al ginocchio. La sua carriera sembra giunta al termine, anche perché ha ormai superato i trenta anni di età. Successivamente viene contattato da Jim Willis, un suo vecchio amico che ora e preside della Carver High School, un liceo ubicato nella parte meridionale di Los Angeles. Questa scuola è frequentata soprattutto da ragazzi provenienti da ambienti difficili.

## Here's Mud in Your Eye
- Titolo originale: Here's Mud in Your Eye
- Diretto da: JBruce Paltrow
- Scritto da: Bruce Paltrow
- Interpreti: Ken Howard (Ken Reeves), Jason Bernard (Jim Willis), Joan Pringle (Sybil Buchanan), Thomas Carter (James Hayward), Kevin Hooks (Morris Thorpe), Erik Kilpatrick (Curtis Jackson), Byron Stewart (Warren Coolidge), Nathan Cook (Milton Reese), Timothy Van Patten (Mario "Salami" Pettrino), Ken Michelman (Abner Goldstein), Ira Augustain (Ricky Gomez), Jerry Fogel (Bill Donahue), Robin Pearson Rose (Katie Donahue), Christine Belford (Dr. Evelyn Crawford), Lincoln Kilpatrick (Reverendo Jackson)

### Trama
Jackson ha problemi di alcoldipendenza, così Reeves e gli altri ragazzi deveno intervenire per il suo bene.

## The Offer
- Titolo originale: The Offer
- Diretto da: Jackie Cooper
- Scritto da: Bruce Paltrow, Marc Rubin
- Interpreti: Ken Howard (Ken Reeves), Jason Bernard (Jim Willis), Joan Pringle (Sybil Buchanan), Thomas Carter (James Hayward), Kevin Hooks (Morris Thorpe), Erik Kilpatrick (Curtis Jackson), Byron Stewart (Warren Coolidge), Nathan Cook (Milton Reese), Timothy Van Patten (Mario "Salami" Pettrino), Ken Michelman (Abner Goldstein), Ira Augustain (Ricky Gomez), Fawne Harriman (Sally Adams), Edward Grover (Mel Simmons), Lupe Ontiveros (Signora Gomez)

### Trama
Mentre Reeves si sta guadagnando il rispetto dai ragazzi, gli viene offerto un lavoro da telecronista. Questa notizia mette a repentaglio il buon rapporto che si era instaurato nella squadra di basket.